# Keiji Morokuma

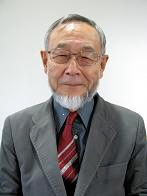
Keiji Morokuma

Keiji Morokuma (jap. 諸熊 奎治, Morokuma Keiji; * 12. Juli 1934 in Kagoshima, Präfektur Kagoshima; † 27. November 2017 in Kyoto) war ein japanischer theoretischer Chemiker.
Morokuma war ein Schüler von Kenichi Fukui (1918–1998) an der Universität Kyōto, einem der Pioniere der Quantenchemie in Japan und Nobelpreisträger, bei dem er 1963 promovierte. Er war Professor an der Emory University, wo er emeritiert wurde, und Senior Research Fellow am Fukui Institute for Fundamental Chemistry seiner Alma Mater. 1970 wurde er Sloan Research Fellow.
Er entwickelte die ONIOM-Methode, ein Verfahren, das Molekülorbitmethoden und solche der molekularen Mechanik auf mehreren Stufen integriert und zur Berechnung großer Moleküle verwendet. Er untersuchte Potentialflächen bei chemischen Reaktionen und Reaktionen und Struktur von Nanoteilchen, Proteinen (auch in angeregten Zuständen) und Übergangsmetallkomplexen sowie Photochemie von Biomolekülen.
1991 erhielt er als Erster die Schrödinger Medal. 1978 erhielt er den Preis der International Academy of Quantum Molecular Science, deren Mitglied er war, 1992 den Preis der japanischen chemischen Gesellschaft, 2005 die Fukui-Medaille der Asian Pacific Association of Theoretical & Computational Chemists  und 2008 den Kaiserlichen Preis und Preis der Japanischen Akademie der Wissenschaften.